# Парламентарна програма Україна-Канада
Парламентська програма Україна-Канада (англ.: Canada-Ukraine Parliamentary Program, фр.: Programme Parlamentaire Canada-Ukraine) або CUPP — програма парламентського стажування для українських студентів, створена українськими канадцями уКанаді. Програма надає українським студентам можливість ознайомитися з принципами демократичного управління та парламентських процедур у Канаді. Під час Програми українські студенти працюють та навчаються в Парламенті Канади, а також набувають досвіду, з якого покоління канадських, американських та західноєвропейських студентів отримали користь. На основі академічої досконалості, знань англійської чи французької та української мов та зацікавленості парламентською системою уряду студенти-магістриУкраїни та українська діаспора в Канаді можуть подати заявку на стипендію. Парламентська програма Канада-Україна сприяє освіті майбутніх лідерівУкраїни. З часу першої програми понад 400 студентів з України та 24 канадських студентів взяли участь у CUPP.

## Історія
Освіта та знання забезпечать майбутнє незалежної України.— Ігор Вальтер Бардин
16 липня 1990 року парламент України прийняв Декларацію про суверенітет, в якій заявив, що парламент визнає необхідність побудови української держави на основі верховенства права. 24 серпня 1991 року Верховна Рада України прийняла Акт проголошення незалежності України, який громадяни України схвалили на референдумі 1 грудня 1991 року. Також у 1991 році канадці відзначали Столітній ювілей української групи імміграції до Канади. Щоб відзначити Сторіччя, організації запланували програми та проекти для святкування цієї події в історії Канади. Кафедра фонду українознавства [Архівовано 1 травня 2020 у Wayback Machine.] в Університеті Торонто вирішила відзначити Сторіччя, створивши в 1991 році Парламентську програму Канада-Україна для студентів України.

## Model Ukraine Conferences
Парламентська програма Україна-Канада підготувала цикл конференцій, щоб обговорити та сформулювати модель управління Україною та майбутнього розвитку, що пропонується молодими людьми, які бажають зробити свій внесок у майбутнє країни. З цією метою було заплановано чотири Конференції:
- Вашингтонська Model Ukraine Conference відбулася в Університеті Джорджа Вашингтона в лютому 2010 року. Конференція була присвячена таким темам: Ідентичність, права та обов'язки громадянина України ; Вибори, політика, історія та культура в оновленій Україні.[4][5]

- Оттавська Model Ukraine Conference відбулася в Університеті Оттави в листопаді 2010 року. Учасники конференції обговорили політику освіти та вибори в Україні.[6][7]

- Оксфордська Model Ukraine Conference була проведена в Оксфордському університеті в квітні 2011 року. Внутрішні та зовнішні справи України та бачення майбутнього були темами цієї конференції.

- Заключна конференція, яка завершила роботу циклу конференцій Парламентської програми Україна-Канада, відбулася в Києві восени 2012 року.[8]

## Видатні випускники Парламентської програми Україна-Канада
- Соломія Бобровська, депутат Верховної Ради України (2019 -)
- Роман Лозинський, депутат Верховної Ради України (2019 -)
- Альона Шкрум, депутат Верховної Ради України (2014 –)
- Еліна Шишкіна, депутат Верховної Ради України (2007—2012)
- Володимир Омелян, колишній Міністр інфраструктури України (2016—2019)
- Андрій Пивоварський, колишній Міністр інфраструктури України (2014—2016)